# Elektronischer Schalter (Zahlungsverkehr)
Der Elektronische Schalter (ELS) war ein elektronisches Zugangsmedium zum RTGS-System, einem Zahlungsverkehrssystem der Deutschen Bundesbank.

## Geschichte
Der ELS wurde im Januar 1992 eingeführt. Damit konnten Überweisungsaufträge (Großbetragszahlungen) mittels Datenfernübertragung oder Datenträgeraustausch von den teilnehmenden Banken eingereicht und weiterverarbeitet werden. So wurde eine durchgängig elektronische Weiterleitung der Zahlungen von der Auftrags- zur Empfängerbank gewährleistet. Ziel des ELS war die sofortige Ausführung und frühe Wertstellung der Zahlungen.
Der ELS wurde 2001 von RTGSplus abgelöst.